# Джакомо Леопарди
Джакомо Талдегардо Франческо ди Салес Саверио Пиетро Леопарди (на италиански: Giacomo Taldegardo Francesco di Sales Saverio Pietro Leopardi) е италиански поет, есеист, философ и филолог, последовател на романтизма. Един от най-добрите писатели на 19 век, съвременник на Артур Шопенхауер, с когото споделят сходен песимистичен възглед за живота. Любовните вълнения и несгоди, които Леопарди преживява, вдъхновяват някои от най-меланхоличните му текстове. Презира демокрацията, буржоазията, както и джобните енциклопедии и вестниците.

## Биография
Роден е на 29 юни 1798 година в Реканати, провинция Мачерата, Италия, в аристократично католическо семейство. Семейството му е високо образовано и Леопарди получава частни уроци по латински, гръцки, иврит, френски, английски и испански, но също така и силно религиозно, което поражда смут спрямо по-либералните му възгледи. Заради постоянното четене и писане развива деформация на гръбнака и зрението му остава влошено през целия му живот.
В ранните си писателски години Леопарди работи основно над преводи на класически текстове като „Енеида“ и „Одисея“. През 1813 г., на 15-годишна възраст, пише първото си самостоятелно произведение - „История на астрономията“, а на 18 години пише „Химн на Нептун“ и анакреонтични оди на гръцки език.
През 1833 г. се установява в Неапол, където прекарва последните години от живота си.
Умира на 14 юни 1837 година във вила край Неапол в ръцете на приятеля си Раниери, който написва книга за съвместните години на техния живот.

## Произведения
- Canti (Песни).
- L'infinito (Безкрайното)
- Operette morali (Малтки морални етюди).
- Zibaldone di pensieri.
- Discorso di un italiano intorno alla poesia romantica.
- Discorso sopra lo stato presente dei costumi degli italiani.
- Pensieri (Мисли).
- Epistolario (Bollati Boringhieri, Turin, 1998).